# مارسل فونلانتن
مارسل فونلانتن (آلمانی: Marcel Vonlanthen; ۸ سپتامبر ۱۹۳۳) بازیکن فوتبال اهل سوئیس بود.
از باشگاه‌هایی که در آن بازی کرده‌است می‌توان به باشگاه فوتبال لوزان-اسپورت اشاره کرد.
وی همچنین در تیم ملی فوتبال سوئیس بازی کرده‌است.